# شیله (بدره)
شیله یک روستا در ایران است که در دهستان دوستان واقع در شهرستان بدره استان ایلام واقع شده‌است.